# Nam Tuấn
Nam Tuấn là một xã thuộc tỉnh Cao Bằng, Việt Nam.

## Địa lý
Xã Nam Tuấn nằm ở phía bắc huyện Hòa An, có vị trí địa lý:
- Phía đông giáp xã Đại Tiến
- Phía tây giáp xã Dân Chủ
- Phía nam giáp thị trấn Nước Hai và xã Đức Long
- Phía bắc giáp huyện Hà Quảng.

Xã Nam Tuấn có diện tích 36,49 km², dân số năm 2019 là 4.401 người, mật độ dân số đạt 121 người/km².
Trên địa bàn xã một số ngọn núi như Bản Chang, Chang Giang, Đan Khao, Đán Kheo, Lăng Rườn, Lũng Giàng, Lũng Cảm, Pác My, Róng Răng. Xã có một số hang động như Ngườm Poóng, Ngườm Mác Men, Ngườm Hoài. Suối Nà Khao chảy từ xã Ngọc Đào (huyện Hà Quảng) ở phía bắc qua địa bàn phía tây của xã Nam Tuấn rồi đổ vào sông Bằng ở địa bàn xã Đức Long. Tuyến đường tỉnh lộ 203 (đường Hồ Chí Minh) chạy qua phần phía tây bắc của xã.

## Lịch sử
Sau năm 1975, Nam Tuấn là một xã thuộc huyện Hòa An.
Đến năm 2019, xã Nam Tuấn được chia thành 23 xóm: Bó Báng, Cốc Lùng, Đông Hoan - Đông An, Đông Láng, Háng Hóa, Khau Lềm, Nà Ban - Pác Khuổng, Nà Cháu, Nà Diểu, Nà Đán - Vò Khuốt, Nà Hoài, Nà Khao, Nà Khá, Nà Ngoải - Chỏ Siêu, Nà Quý, Nà Rị, Nà Thang, Pác Pan, Roỏng Nầng, Tàng Cải, Văn Thụ, Vò Xả, Vò Chang.
Ngày 9 tháng 7 năm 2020, Ủy ban nhân dân huyện Hòa An, tỉnh Cao Bằng ban hành Thông báo số 55/TB-UBND về việc:
- Sáp nhập hai xóm Vò Chang và Nà Cháu thành xóm Nà Chang
- Sáp nhập hai xóm Vò Xả và Nà Quý thành xóm Vò Quý
- Sáp nhập hai xóm Đông Hoan - Đông An và Roỏng Nầng thành xóm Đông Hoan
- Sáp nhập hai xóm Bó Báng và Nà Ngoải - Chỏ Siêu thành xóm Nguyên Giáp
- Sáp nhập hai xóm Nà Khá và Pác Pan thành xóm Đông Giang 1
- Sáp nhập hai xóm Nà Khao và Đông Láng thành xóm Đông Giang 2
- Sáp nhập hai xóm Nà Thang và Háng Hóa thành xóm Thành Công.

## Hành chính
Xã Nam Tuấn được chia thành 16 xóm: Cốc Lùng, Đông Giang 1, Đông Giang 2, Đông Hoan, Khau Lềm, Nà Ban - Pác Muổng, Nà Chang, Nà Diểu, Nà Đán - Vò Khuốt, Nà Hoài, Nà Rị, Nguyên Giáp, Tàng Cải, Thành Công, Văn Thụ, Vò Quý.